# Kopparödlor
Kopparödlor (Anguidae) är en kräldjursfamilj. Familjen är känd för sina benlösa arter, vilket ger dem en ormlik framtoning. De flesta arterna har dock faktiskt ben, även om några arter enbart har bakre extremiteter. Familjen är rikast företrädd i Amerika (främst Centralamerika och Västindien), men det finns även flera arter i Den gamla världen.
Deras närmaste nu levande släktingar är giftödlorna. Ett annat av familjens kännetecken är benplattorna som ligger under kroppsfjällen. På sidan av kroppen, mellan rygg- och bukfjällen, går det ofta ett längsgående hudveck. Kroppslängden varierar från 5,5 - 7 cm (Elgaria parva), till 50 - 52 cm (scheltopusik).
Hos arterna finns ingen tydlig gräns mellan huvud, hals, bål och svans. Familjens medlemmar har rörliga ögonlock.
Kopparödlor är köttätare eller insektätare och bebor ett vitt fält av olika habitat. De flesta arterna är marklevande, men arterna i släktet Abronia klättrar i trän. Det finns såväl äggläggande som vivipariska arter. Kopparödlor som lever i nordligare områden, ligger i dvala om vintern.

## Systematik
Familjen indelas i tre underfamiljer:
- Anguinae - hit hör de benlösa släktena Anguis, Ophisaurus och Pseudopus. Ophisaurus förekommer både i Amerika och i Asien, medan de tre övriga släktena är begränsade till Europa och angränsande delar av Asien och Nordafrika. Alla de tre europeiska arterna, kopparödla, Anguis cephallonica och scheltopusik hör till denna underfamilj. Scheltopusiken är den största nu levande arten kopparödlor.

- Diploglossinae - består av släkten Celestus, Diploglossus och Ophiodes. Släktena omfattar långsmala arter som oftast har reducerade ben.

- Gerrhonotinae - omfattar släktena Abronia, Barisia, Coloptychon, Elgaria, Gerrhonotus och Mesaspis. Arterna inom underfamiljen har en kraftig kropp med korta, starka lemmar.

Släktet Anniella har numera skiljts ut till den egna familjen Anniellidae.